# Olympische Winterspiele 1956/Teilnehmer (Spanien)
| Gelbes Symbol für Goldmedaillen mit stilisierten Olympischen Ringen | Graues Symbol für Silbermedaillen mit stilisierten Olympischen Ringen | Braundes Symbol für Bronzemedaillen mit stilisierten Olympischen Ringen |
| ------------------------------------------------------------------- | --------------------------------------------------------------------- | ----------------------------------------------------------------------- |
| —                                                                   | —                                                                     | —                                                                       |

Spanien nahm an den Olympischen Winterspielen 1956 in Cortina d’Ampezzo mit neun Athleten teil.

## Teilnehmer nach Sportarten

### Bob
Herren:
- Alfonso de Portago
Zweierbob: 4. Platz – 5:37,60 min
Viererbob: 9. Platz – 5:19,49 min
- Luis Muñoz
Viererbob: 9. Platz – 5:19,49 min
- Vicente Sartorius
Zweierbob: 4. Platz – 5:37,60 min
Viererbob: 9. Platz – 5:19,49 min
- Gonzalo Taboada
Viererbob: 9. Platz – 5:19,49 min

### Eiskunstlauf
Herren:
- Darío Villalba
Einzel: 14. Platz

### Ski Alpin
Herren:
- Luis Arias
Slalom: 31. Platz – 4:12,8 min
Riesenslalom: 53. Platz – 3:47,1 min
- Luis Molné
Slalom: 56. Platz – 5:53,0 min
Riesenslalom: disqualifiziert
Abfahrt: 37. Platz – 4:08,9 min
- Jaime Talens
Slalom: 52. Platz – 5:04,2 min
Riesenslalom: 83. Platz – 4:52,2 min
Abfahrt: disqualifiziert
- Francisco Viladomat
Slalom: ausgeschieden
Riesenslalom: 68. Platz – 4:08,7 min
Abfahrt: 36. Platz – 4:02,1 min